# بنيامين لي وورف
بنيامين لي وورف (بالإنجليزية: Benjamin Lee Whorf) (24 أبريل, 1897 - 26 يوليو, 1941) كان عالم لسانيات أمريكي و مهندس مكافحة الحرائق. يشتهر وورف بتبنّيه لنظرية أن اختلاف النحو بين اللغات يجعل من تصَوُر ووفهم العالم مختلفا عند كل مجموعة لغوية. اشتهر هذا المفهوم بنظرية وورف وسابير، نسبة له بالإضافة لأستاذه ايدوارد سابير، لكن وورف فضل تسميتها بالنسبية اللغوية وذلك لأنه اعتقد بأن بها شبها و نظرية النسبية لأينشتاين.
عمل وورف طوال حياته مهندسًا كيميائيًا، ولكنه اهتم بعلم اللغة في شبابه، إذ جذبه في البداية هذا الاهتمام إلى دراسة العبرية التوراتية ليتوجه بعدها إلى دراسة اللغات الأصلية في أمريكا الوسطى بمفرده. أُعجب العلماء المحترفون بعمله، وحصل في عام 1930 على منحة لدراسة لغة الناواتل في المكسيك، ليقدم عند عودته إلى الوطن العديد من الأوراق المؤثرة في علم اللغة في المؤتمرات اللغوية.
قاده ذلك إلى البدء بدراسة اللغويات مع إدوارد سابير في جامعة ييل مع الحفاظ على وظيفته اليومية في شركة هارتفورد للتأمين ضد الحرائق. عمل خلال الفترة التي قضاها في جامعة ييل على وصف لغة الهوبي واللغويات التاريخية للغات اليوتو أزتيكية، ونشر العديد من الأوراق المؤثرة في المجلات المهنية. اختير بديلًا لسابير خلال إجازته الطبية في عام 1938، إذ أقام ندوته حول «مشاكل اللغويات الهندية الأمريكية». كتب وورف رسمًا نحويًا للغة الهوبي ودراسات حول لهجات الناواتل، واقترح فك رموز لكتابات المايا الهيروغليفية، ونشر المحاولة الأولى لإعادة بناء اللغات اليوتو أزتيكية، وذلك بالإضافة إلى عمله المعروف حول النسبية اللغوية.
نُسِّقت مخطوطاته على يد أصدقائه اللغويين الذين عملوا أيضًا على نشر تأثير أفكاره على العلاقة بين اللغة والثقافة والإدراك بعد وفاته بسبب السرطان في عام 1941. نُشِرت العديد من أعماله في العقود الأولى التالية لوفاته. اختفت وجهات نظر وورف في ستينيات القرن العشرين، وأصبح موضع انتقادات شديدة من قبل العلماء الذين اعتبروا أن بنية اللغة تعكس في المقام الأول المسلمات المعرفية بدلًا من الاختلافات الثقافية. جادل النقاد بأن أفكار وورف كانت غير قابلة للاختبار، وذات صيغة سيئة، وبأنها استندت إلى بيانات سيئة التحليل أو سيئة الفهم.
عاد الاهتمام بأفكار وورف إلى الظهور من جديد في أواخر القرن العشرين حين بدأ جيل جديد من العلماء بقراءة أعماله بحجة أن الانتقادات السابقة حللت أفكار وورف الفعلية بشكل سطحي فقط أو أنها نسبت إليه أفكارًا لم يعبر عنها أبدًا. ما يزال مجال دراسة النسبية اللغوية محط تركيز نشط للبحث في اللغويات النفسية والأنثروبولوجيا اللغوية، وما يزال مستمرًا بإثارة الجدل والنقاش بين أنصار النسبية والمدافعين عن المسلمات الكونية. وبالمقارنة، لقيت أعمال وورف الأخرى في اللغة قبولًا واسعًا، كتطوير مفاهيم البدائل الصوتية وأنماط التشفير وصياغة «قانون وورف» في اللغويات التاريخية للغات اليوتو أزتيكية.

## أعماله

### النسبية اللغوية
يُعرف وورف بأنه المؤيد الرئيسي لما أسماه مبدأ النسبية اللغوية، المعروف باسم «فرضية سابير-وورف»، التي سُميت باسمه وباسم إدوارد سابير. لم يذكر وورف مطلقًا المبدأ على شكل فرضية، وقد شاركه العديد من العلماء الآخرين قبله فكرة تأثير الفئات اللغوية على الإدراك والمعرفة. أعطى وورف في مقالاته أمثلة محددة لارتباط الفئات النحوية للغات معينة بالأنماط المفاهيمية والسلوكية، ليوجه بذلك برنامج بحث تجريبي تناوله علماء لاحقون أُطلِق عليه اسم «دراسات سابير-وورف».